# La Sérénade de Porky
Pour plus de détails, voir Fiche technique et Distribution.
La Sérénade de Porky, ou Une nuit agitée (Notes to You), est un court métrage d'animation de la série américaine Looney Tunes réalisé par Friz Freleng, produit par les Leon Schlesinger Productions et sorti en 1941. Il met en scène Porky Pig et un chat noir et blanc chanteur.
Ce dessin animé est dans le domaine public.

## Synopsis
Porky Pig s'endort tranquillement chez lui. Mais un chat de gouttière mélomane installe une partition sur un pupitre posé au sommet de la clôture du jardin. Le chat noir et blanc semble avoir décidé de faire un concert complet toute la nuit. Après avoir trouvé le « la » avec un harmonica, il chante d'abord Largo al factotum du Barbier de Séville, énervant Porky Pig et le tenant constamment éveillé. Ce dernier lance divers objets en direction du chat, qui les évite tous sauf un vase. Mais le chat poursuit avec When Irish Eyes Are Smiling. Porky lui lance le livre Dr. Fu Manchu à la tête. Le chat lui renvoie le livre Le retour de Fu Manchu. Alors que Porky croit en avoir fini et retourne au lit, le chat lui téléphone et chante la finale.
Le cochon excédé prend son fusil. Il place une jatte de lait comme appât. Mais dans son guet, il s'endort. Le chat boit le lait et laisse une bouteille vide avec une note : « S'il vous plaît, laissez deux litres de 1re qualité pour demain ! ». Le chat réveille Porky en frappant la jatte frénétiquement. Porky le poursuit autour d'une clôture mais, alors qu'il le coince, le chat l'endort avec la berceuse Rock-A-Bye Baby (en). Le chat replace Porky dans son lit.... puis le réveille brusquement en allumant la radio, qui passe Frat de John F. Barth (en). Porky fait fuir le chat et s'enferme. Le chat, lui, retourne sur la clôture pour chanter The Umbrella Man (en). Porky ferme la fenêtre. Le chat rouvre la porte et chante Jeepers Creepers. Porky referme brusquement la porte. Le chat la rouvre encore plus vite et aplatit Porky contre le mur. Le chat s'enfuit encore  et interprète Make Love with a Guitar sur la palissade. Porky tire sur le chat, qui meurt en chantant dramatiquement Aloha ʻOe. Porky est désolé de l'avoir tué. Mais s'élève alors un chœur fantomatique des neuf vies du chat qui chantent le sextuor de l'opéra Lucia di Lammermoor de Donizetti. On entend le bruit d'une fenêtre brisée à la fin du film.

## Fiche technique
Sauf indication contraire, les informations mentionnées dans cette section peuvent être confirmées par la base de données cinématographiques IMDb,  présente dans la section « Liens externes ».
- Réalisation : Friz Freleng
- Scénario : Michael Maltese
- Production : Leon Schlesinger pour Leon Schlesinger Productions
- Musique : Carl W. Stalling5
- Monteur : Treg Brown
- Format : 1,37 :1, noir et blanc puis colorisé[3], 35 mm, procédé : sphérique
- Son : mono
- Pays : États-Unis
- Genre : animation, comédie
- Sortie : États-Unis : 20 septembre 1941
- Langue : anglais
- Durée : 7 minutes 13 secondes
- Distribution : États-Unis : 1941, Warner Bros. (cinéma)

## Distribution

### Voix originales
- Mel Blanc (voix) : Porky Pig , le chat chanteur

### Voix françaises
- Jean-Claude Montalban : Porky Pig
- Claude Nicot : narration en voix-off

## Animation
Sauf indication contraire, les informations mentionnées dans cette section peuvent être confirmées par la base de données cinématographiques IMDb,  présente dans la section « Liens externes ».
- Manuel Perez : animateur
- Richard Bickenbach : animateur (non crédité)
- Gerry Chiniquy : animateur (non crédité)
- Cal Dalton : animateur (non crédité)
- Gil Turner : animateur (non crédité)
- Robert Logan Holdeman : préparation (non crédité)
- Paul Julian : décors (non crédité)

## Autour du film
Le dessin animé inspirera sept ans après une reprise intitulée Meli-mélodrame (Back Alley Oproar) par le même scénariste et le même réalisateur, avec Elmer Fudd à la place de Porky Pig, et Sylvestre incarnant le chat noir et blanc.